# Circonscription de Liben
La circonscription de Liben est une des 135 circonscriptions législatives de l'État fédéré Amhara, elle se situe dans la Zone Ouest Godjam. Son représentant actuel est Goshu Endalamaw Weldeagegn.